# Auchenipterus nigripinnis
Auchenipterus nigripinnis és una espècie de peix de la família dels auqueniptèrids i de l'ordre dels siluriformes.

## Morfologia
Els mascles poden assolir els 20,2 cm de llargària total.

## Distribució geogràfica
Es troba a Sud-amèrica: conca del riu de La Plata a l'Argentina.